# カムニャック (競走馬)
カムニャック（2022年4月14日 - ）は日本の競走馬。主な勝ち鞍に2025年の優駿牝馬、フローラステークス。
馬名由来は「祝福された者（サンブル語）」。

## 戦績
2023年のセレクトセール1歳に上場され、7700万円（税込）で金子真人ホールディングスに落札された。

### 2歳（2024年）
8月11日に中京競馬場で行われた2歳新馬戦で川田将雅を鞍上に単勝1.2倍の1番人気に応えて、初勝利を飾る。10月26日に行われたアルテミスステークスでは1番人気に推され、道中好位の3番手でレースを進めたが直線で伸びを欠いて6着に終わる。

### 3歳（2025年）
始動戦として、2月10日に行われたエルフィンステークスでは道中は後方で脚を溜め、直線で懸命に追い上げてきたが4着と惜敗する。4月27日に東京競馬場で行われたフローラステークスでは、アンドレアシュ・シュタルケに乗り替わる。レースは中団で馬群を追走して、直線コースに向くと残り100メートルあたりで先頭に立つとそのまま押し切って、1分58秒6のレースレコードで重賞初制覇を飾るとともにオークスの優先出走権を手にした。
5月25日、東京競馬場で行われた優駿牝馬(オークス)にシュタルケとのコンビ継続で出走。4番人気の支持を受けた。道中で中団を追走し、直線コースに向くと外から力強く伸び、2番人気の2歳女王アルマヴェローチェとの接戦をアタマ差制しGI初制覇を飾った。本馬の勝利により鞍上のシュタルケはJRA・GI初制覇、調教師の友道康夫はオークス初制覇。また、2010年のサンテミリオン以来となるフローラステークス勝ち馬によるオークス制覇となった。レース後に、東京競馬場から直接放牧へ出されて夏を過ごし、8月8日に帰厩した。ローズステークスで始動して秋華賞に向かうプランを管理する友道が発表。

## 競走成績
以下の内容は、netkeiba.comおよびJBISサーチの情報に基づく。
| 競走日     | 競馬場 | 競走名      | 格   | 距離（馬場）  | 頭 数 | 枠 番 | 馬 番 | オッズ （人気） | 着順 | タイム （上り3F） | 着差 | 騎手          | 斤量 [kg] | 1着馬（2着馬）         | 馬体重 [kg] |
| ---------- | ------ | ----------- | ---- | ------------- | ----- | ----- | ----- | --------------- | ---- | ----------------- | ---- | ------------- | --------- | ---------------------- | ----------- |
| 2024.08.11 | 中京   | 2歳新馬     |      | 芝2000m（良） | 9     | 1     | 1     | 001.20（1人）   | 01着 | R2:04.2（33.6）   | -0.6 | 0川田将雅     | 55        | （ルージュシークエル） | 476         |
| 0000.10.26 | 東京   | アルテミスS | GIII | 芝1600m（良） | 11    | 8     | 10    | 003.10（1人）   | 06着 | R1:34.0（33.5）   | -0.2 | 0川田将雅     | 55        | ブラウンラチェット     | 476         |
| 2025.02.10 | 京都   | エルフィンS | L    | 芝1600m（良） | 9     | 2     | 2     | 003.80（3人）   | 04着 | R1:36.1（35.1）   | -0.8 | 0川田将雅     | 55        | ヴーレヴー             | 482         |
| 0000.04.27 | 東京   | フローラS   | GII  | 芝2000m（良） | 18    | 5     | 10    | 014.70（7人）   | 01着 | RR1:58.6（33.4）  | -0.2 | 0A.シュタルケ | 55        | （ヴァルキリーバース） | 470         |
| 0000.05.25 | 東京   | 優駿牝馬    | GI   | 芝2400m（良） | 18    | 7     | 15    | 014.30（4人）   | 01着 | R2:25.7（33.8）   | -0.0 | 0A.シュタルケ | 55        | （アルマヴェローチェ） | 474         |

- 競走成績は2025年5月25日現在
- RRはレースレコードを示す。

## 血統表
| カムニャックの血統            | カムニャックの血統                            | カムニャックの血統                            | （血統表の出典）                              | （血統表の出典）    |
| 父系                          | サンデーサイレンス系 / ヘイロー系             | サンデーサイレンス系 / ヘイロー系             | サンデーサイレンス系 / ヘイロー系             | [ § 2 ]             |
| 父 ブラックタイド 2001 黒鹿毛 | 父の父*サンデーサイレンス 1986 青鹿毛         | Halo                                          | Hail to Reason                                | Hail to Reason      |
| 父 ブラックタイド 2001 黒鹿毛 | 父の父*サンデーサイレンス 1986 青鹿毛         | Halo                                          | Cosmah                                        |                     |
| 父 ブラックタイド 2001 黒鹿毛 | 父の父*サンデーサイレンス 1986 青鹿毛         | Wishing well                                  | Understanding                                 | Understanding       |
| 父 ブラックタイド 2001 黒鹿毛 | 父の父*サンデーサイレンス 1986 青鹿毛         | Wishing well                                  | Mountain Flower                               |                     |
| 父 ブラックタイド 2001 黒鹿毛 | 父の母*ウインドインハーヘア 1991 鹿毛         | Alzao                                         | Lyphard                                       | Lyphard             |
| 父 ブラックタイド 2001 黒鹿毛 | 父の母*ウインドインハーヘア 1991 鹿毛         | Alzao                                         | Lady Rebecca                                  |                     |
| 父 ブラックタイド 2001 黒鹿毛 | 父の母*ウインドインハーヘア 1991 鹿毛         | Burghclere                                    | Busted                                        | Busted              |
| 父 ブラックタイド 2001 黒鹿毛 | 父の母*ウインドインハーヘア 1991 鹿毛         | Burghclere                                    | Highclere                                     |                     |
| 母 ダンスアミーガ 2011 栗毛   | 母の父サクラバクシンオー 1989 鹿毛            | サクラユタカオー                              | *テスコボーイ                                 | *テスコボーイ       |
| 母 ダンスアミーガ 2011 栗毛   | 母の父サクラバクシンオー 1989 鹿毛            | サクラユタカオー                              | アンジエリカ                                  |                     |
| 母 ダンスアミーガ 2011 栗毛   | 母の父サクラバクシンオー 1989 鹿毛            | サクラハゴロモ                                | *ノーザンテースト                             | *ノーザンテースト   |
| 母 ダンスアミーガ 2011 栗毛   | 母の父サクラバクシンオー 1989 鹿毛            | サクラハゴロモ                                | *クリアアンバー                               |                     |
| 母 ダンスアミーガ 2011 栗毛   | 母の母ダンスオールナイト 2003 鹿毛            | *エルコンドルパサー                           | Kingmambo                                     | Kingmambo           |
| 母 ダンスアミーガ 2011 栗毛   | 母の母ダンスオールナイト 2003 鹿毛            | *エルコンドルパサー                           | *サドラーズギャル                             |                     |
| 母 ダンスアミーガ 2011 栗毛   | 母の母ダンスオールナイト 2003 鹿毛            | ダンスパートナー                              | *サンデーサイレンス                           | *サンデーサイレンス |
| 母 ダンスアミーガ 2011 栗毛   | 母の母ダンスオールナイト 2003 鹿毛            | ダンスパートナー                              | *ダンシングキイ                               |                     |
| 母系(F-No.)                   | ダンシングキイ(USA)系(FN:7)                   | ダンシングキイ(USA)系(FN:7)                   | ダンシングキイ(USA)系(FN:7)                   | [ § 3 ]             |
| 5代内の近親交配               | サンデーサイレンス：2×4、Northern Dancer：5×5 | サンデーサイレンス：2×4、Northern Dancer：5×5 | サンデーサイレンス：2×4、Northern Dancer：5×5 | [ § 4 ]             |
| 出典                          | 1. 2. 3. 4.                                   | 1. 2. 3. 4.                                   | 1. 2. 3. 4.                                   | 1. 2. 3. 4.         |

- 父ブラックタイド、母の父サクラバクシンオーという配合は、キタサンブラックと同じである[3]。
- 半兄キープカルム（父ロードカナロア）は2025年しらさぎステークス勝ち馬[17]。
- 3代母ダンスパートナーは1995年優駿牝馬・1996年エリザベス女王杯勝ち馬。その半兄にエアダブリン（青葉賞ほか）、全弟にダンスインザダーク（菊花賞ほか）、全妹にダンスインザムード（桜花賞、ヴィクトリアマイルほか）がいる。
- 祖母ダンスオールナイトの半弟に2012年中山記念・中山金杯勝ち馬のフェデラリストがいる。
- 叔父に2018年小倉サマージャンプ勝ち馬のヨカグラがいる。